# 伯奇克里克 (密歇根州)
伯奇克里克（英語：Birch Creek）是位於美國密歇根州梅諾米尼縣梅諾米尼鎮區的一個非建制地區。此地得名自附近的溪。

## 地理
伯奇克里克所處的海拔為高於海平面198米（即650英呎），而該地所採用的時區為UTC-6，即北美中部時區（CST）。同時該地設有夏令時間，為UTC-6調快一小時，即UTC-5（CDT）。